# Alte Burg (Burgsinn)
Die Alte Burg, auch Altes Schloss genannt, ist die Ruine einer Wasserburg im Markt Burgsinn im unterfränkischen Landkreis Main-Spessart in Bayern.

## Geografische Lage
Die Alte Burg liegt etwas nordöstlich des von der Aura durchflossenen Ortskerns von Burgsinn, wobei die Aura rund 240 Meter südsüdöstlich der Wasserburg nahe dem (Frei-)Schwimmbad in den Flutgraben mündet, einen Seitenarm der etwa 200 Meter östlich der Burganlage in Nord-Süd-Richtung fließenden Sinn.

## Geschichte
Die Wasserburg war im Besitz der Freiherrn von Thüngen, im Jahr 1001 tauschte Ritter Hildolf von Tüngen den „Dorf Sinna mit all seinen Zugehörungen“ mit dem Hochstift Würzburg gegen sein Reichslehen in Thüringen ein.
Erst 1303 hatten Gozo, Aplo und Hermannus de Sinna auf der Burg ihren Wohnsitz, 1317 war sie Lehen der Rienecker Grafen, wurde 1337 vom Bischof von Würzburg mit allen Besitzungen als Burglehen an Dietz von Tungden verliehen, der von 1339 bis 1342 die heute stehende Burg im Wesentlichen erbaut hat und sie mit ganzem Besitz 1405 an seinen Sohn Wilhelm von Thüngen verkaufte.
Das freieigene Schloss Burgsinn wurde später von Balthasar und Sigmund von Thüngen Brandenburg als Lehen aufgetragen und ist seitdem im Besitz der Andreasischen Linie des Thüngenschen Geschlechtes. Gottfried von Thüngen, der heutige Eigentümer, wohnt in Frankreich, sodass das Schloss nicht mehr bewohnt ist.

## Beschreibung
Der die Burg umgebende breite Wassergraben wird von einer unterirdischen Quelle gespeist. An der Westseite gelangt man über eine Brücke in die Burg mit trapezförmigen Grundriss, deren Eckpunkte von Türmen gebildet werden. Die Ringmauer besteht aus Buntsandstein-Buckelquadern, das übrige Mauerwerk aus Bruchstein und der südliche Wohnbau im oberen Bereich aus Fachwerk.
Der quadratische Nordostturm zeigt einen hochgezogenen kleinen Wohnbau. Durch eine Spitzbogentür gelangt man in den Südostturm von 1543, der von Martin I. von Thüngen („vieles am alten Schlosse baute“) fertiggestellt wurde. Die Südmauer wurde mit eingesetzten Fenstern stark verändert und das Rundbogenpförtchen am Südwestturm mit Kragsteinen versehen.
Die Burganlage wird von dem quadratischen fünfgeschossigen 22 Meter hohen Bergfried (12. Jahrhundert) aus Buckelquadern mit einer Seitenlänge von 8,50 Meter und einem 8,50 Meter hoch gelegenen Hocheingang zum Burghof überragt.

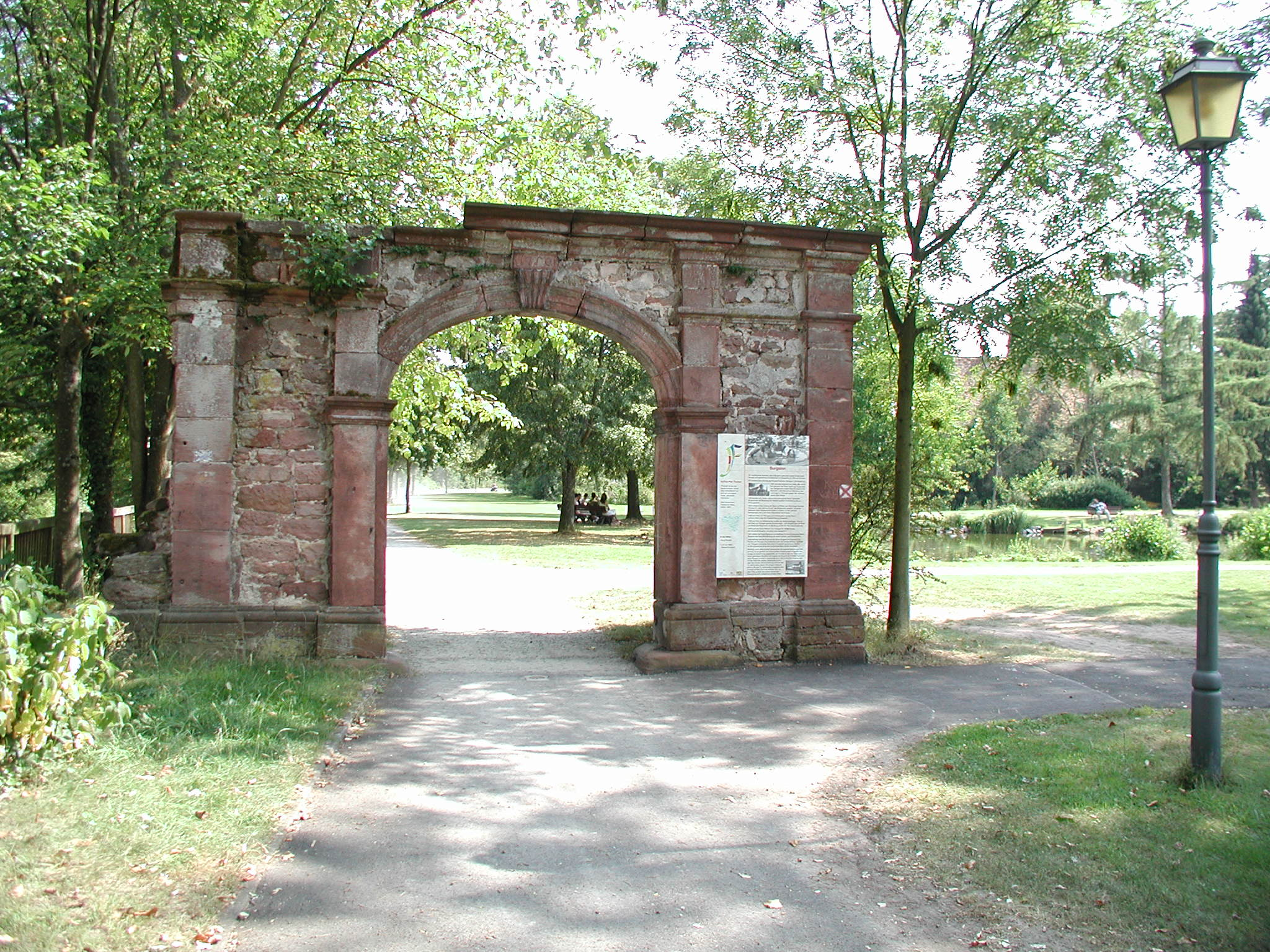
Eingang Burgpark
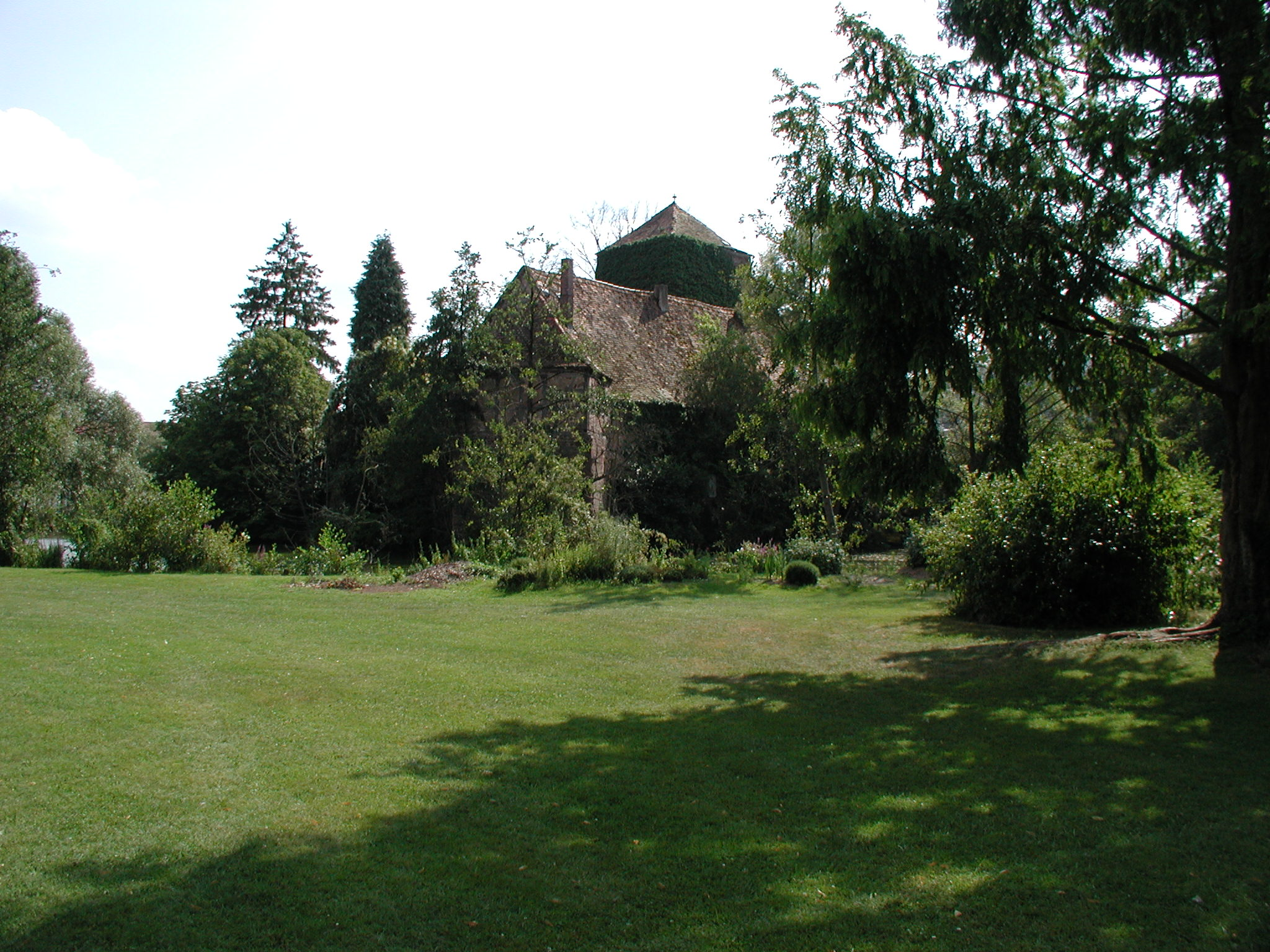
Anlage
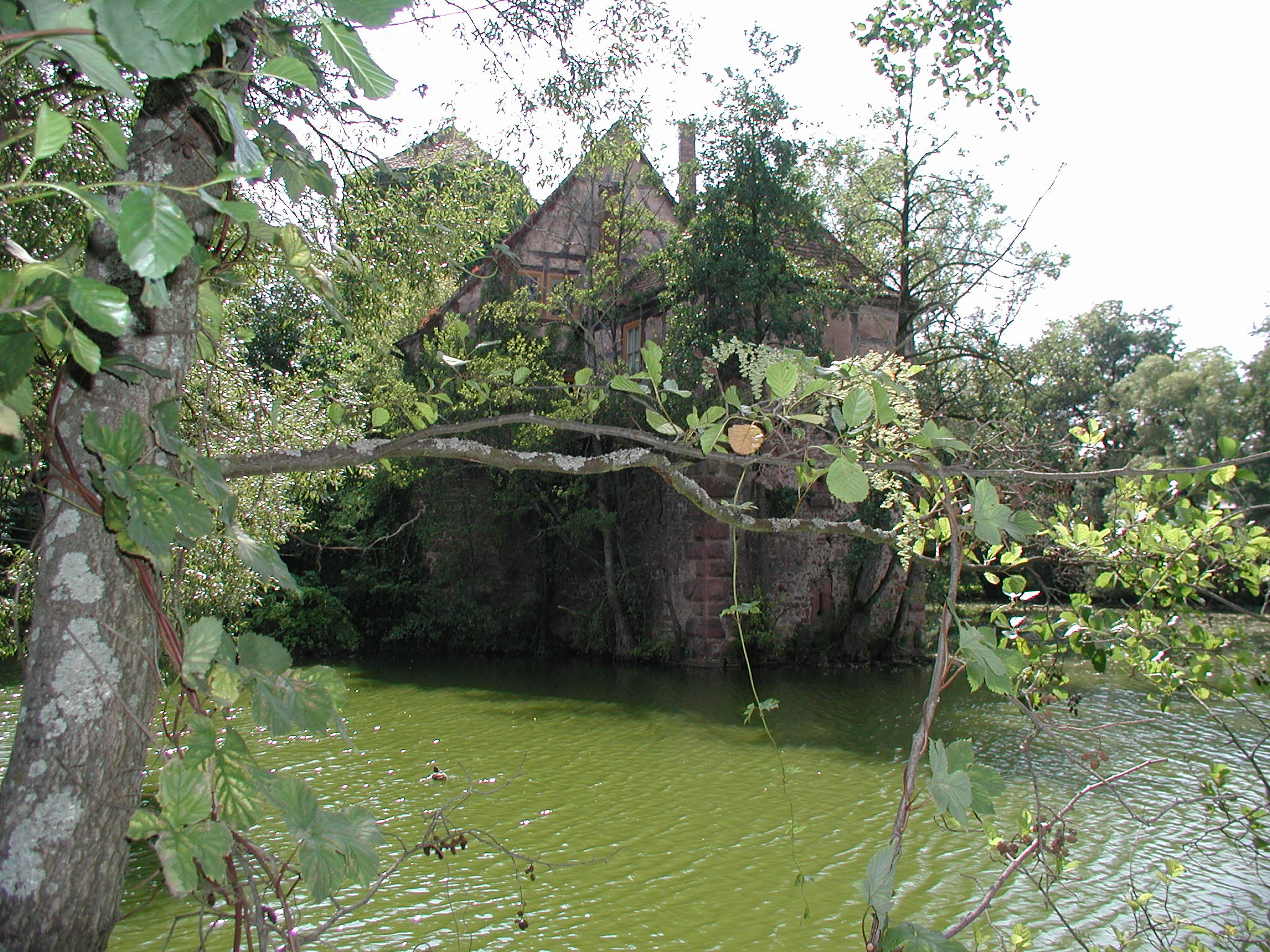
Wassergraben
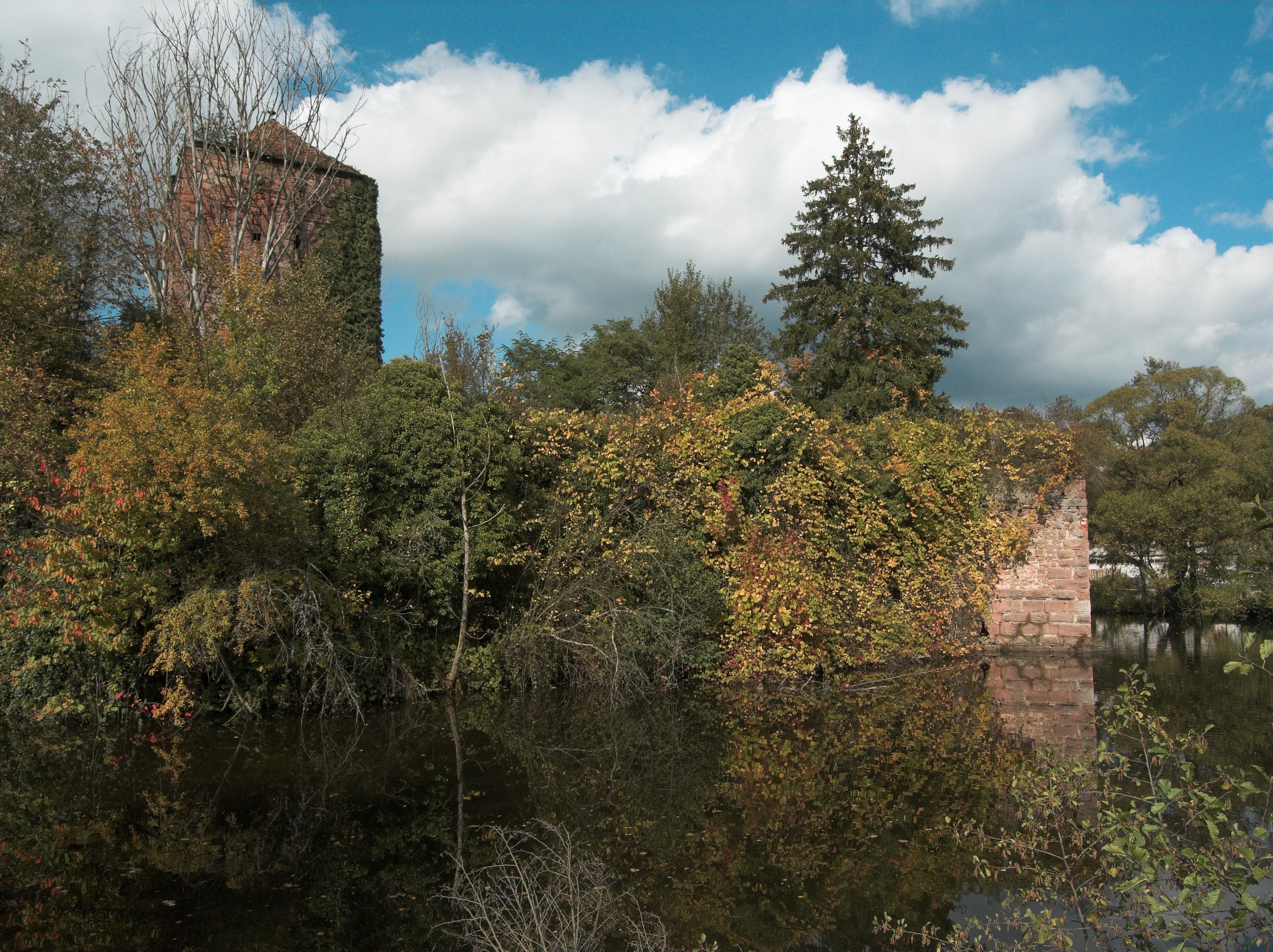
Westseite
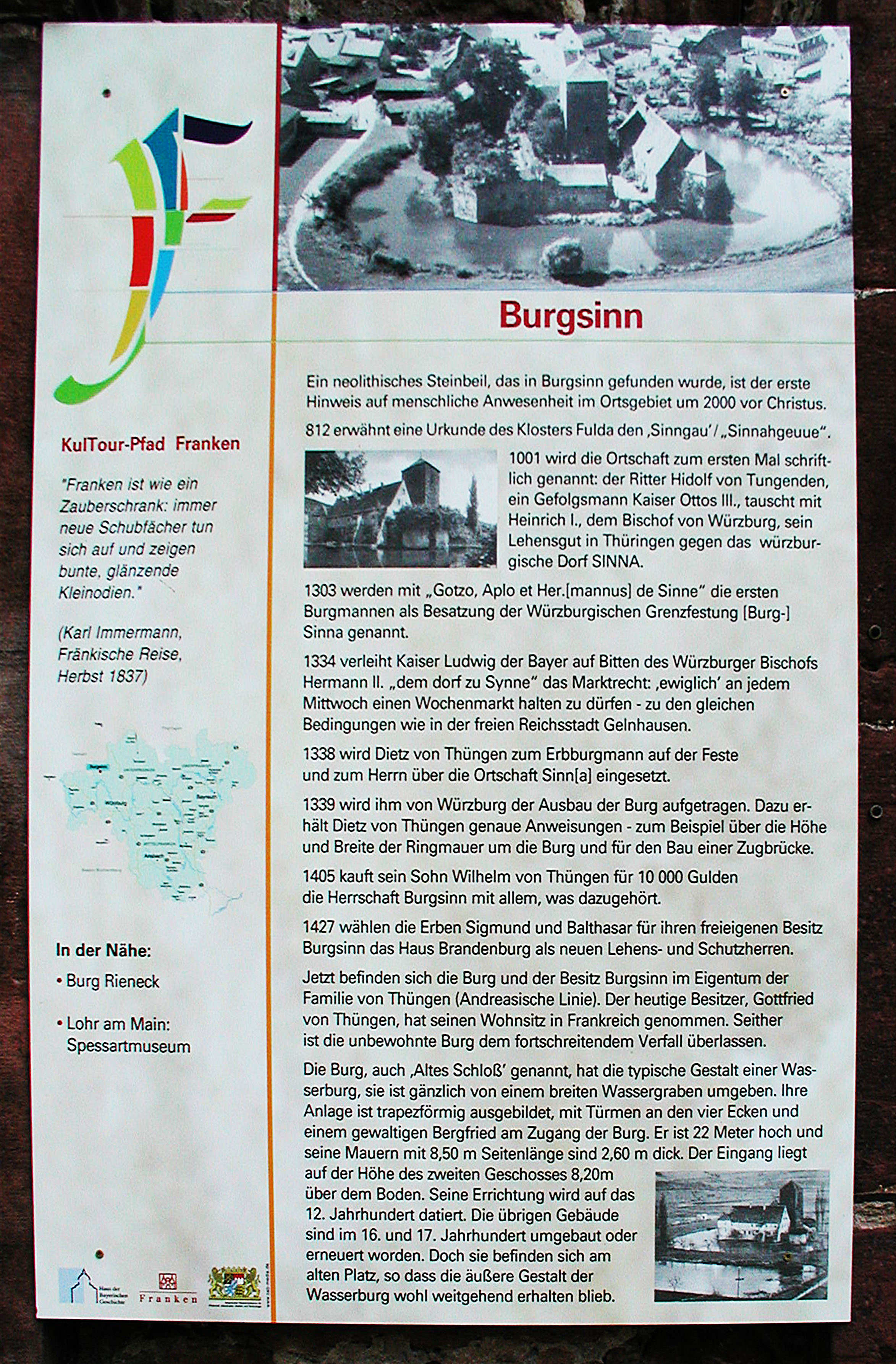